# Mengeneffekt
Der Mengeneffekt stellt in Unternehmen den wertmäßigen Teil einer Erlösabweichung dar, der auf die veränderte Absatzmenge zurückzuführen ist. Die Erlösabweichung entsteht zwischen zwei Zeitperioden.
Bei Veränderung der Absatzmenge sowie Beibehaltung des Verkaufspreises sind Umsatzsteigerungen (abgesehen von Struktureffekten) allein auf Mengenveränderungen zurückzuführen. Bei unveränderter Menge und Variation des Verkaufspreises spricht man vom Verkaufspreiseffekt.

## Berechnung
- Verkaufspreis_Periode1 = 30 €; Menge_Periode1 = 2

- Verkaufspreis_Periode2 = 30 €; Menge_Periode2 = 4

Wenn man beide Erlöse vergleicht, ist die Mengenveränderung als Ursache zu verzeichnen. (30 € × 4) – (30 € × 2) = 60 €. Die Erlösveränderung (i.H.v. 60 €) wurde durch die Verdopplung der Menge (Absatzmenge) herbeigeführt.
Grundsätzlich wird der Mengeneffekt mit der folgenden Formel ermittelt:
- Mengeneffekt = Verkaufspreis_Periode1 × (Menge_Periode2 – Menge_Periode1)

Die Anwendung einer Formel ist unabdingbar, da bei der Analyse tausender Produkte/Artikel/Verkaufseinheiten diese mit Hilfe eines Tabellenkalkulationsprogramms zu einer schnellen Lösung verhilft. Die Berechnungsformel wird je Artikel/Produkt angewendet, da eine Anwendung über alle Artikel lediglich den gewichteten Durchschnittspreis darstellt.

## Anwendungsbereich
Der Mengeneffekt wird verstärkt zur Kontrolle von Vertriebsaktivitäten berechnet, um die Ursache von Erlösveränderungen bzw. Abgrenzung von Mengen- und Verkaufspreiseffekt transparent zu machen. Daher ist die Untersuchung von Erlösabweichungen ein Instrument des Controllings. Hierbei kann der Fokus auch auf Abweichungen zwischen Plan- und Ist-Erlös liegen.
Außerdem ist die Analyse nicht nur vertriebsseitig angesiedelt – auch Einkaufsmengen und -preise werden hier betrachtet.